# Oliy Majlis

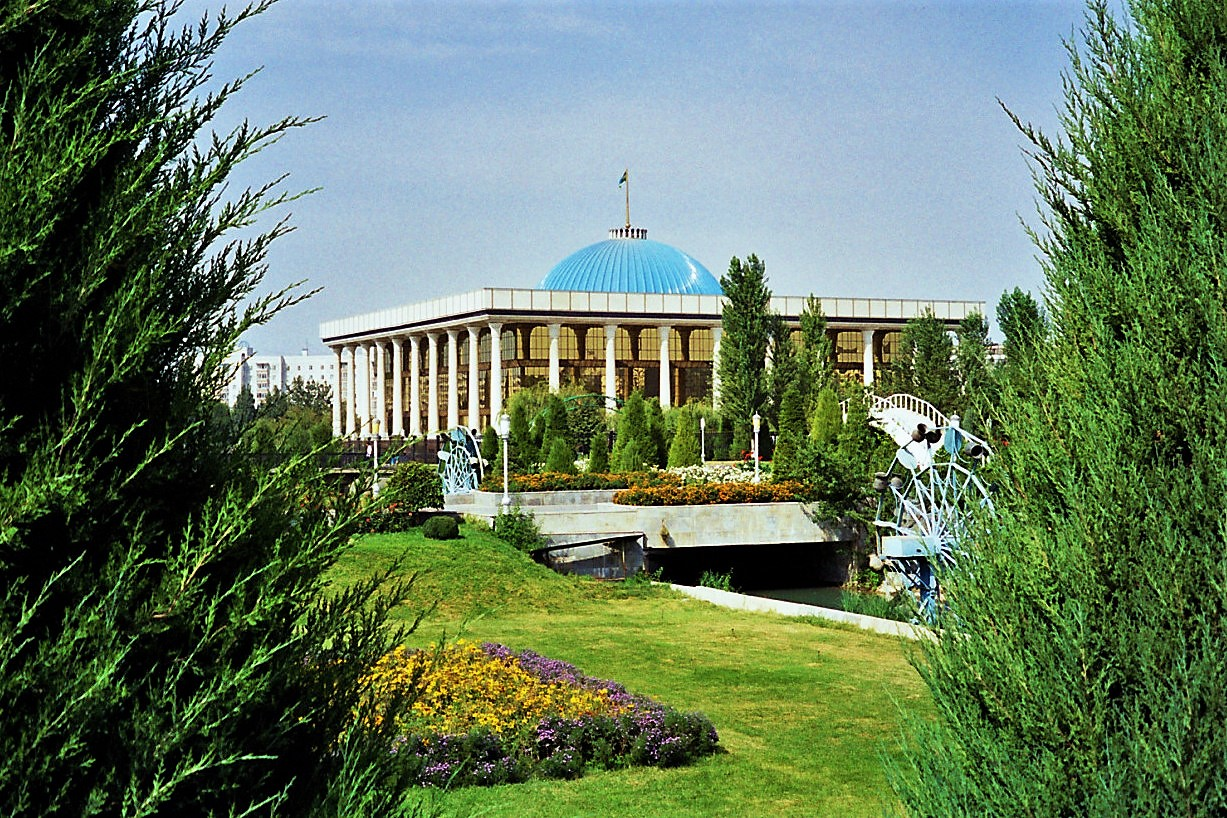
Gebäude des Oliy Majlis (Parlamentsgebäude) in Taschkent

Oliy Majlis (usbekisch Oliy Majlis ‚Oberste Versammlung‘) ist das Parlament des Zweikammersystems in Usbekistan.
Das Parlament befindet sich in der Hauptstadt Taschkent. Das Parlament hat seit 28. Januar 2005 zwei Kammern: die Legislative (Unterhaus) und den Senat (Oberhaus) die für jeweils fünf Jahre gewählt werden. Der Oliy Majlis hat gemäß Artikel 8 Absatz II der usbekischen Verfassung die gesetzgebende Gewalt inne.

## Wahlen des gesetzgebenden Unterhauses
Nach den Wahlen vom 27. Dezember 2009 und 10. Januar 2010 waren die stärksten Parteien die Liberaldemokratische Partei Usbekistans als Präsidentenpartei und die regierungstreue Volksdemokratische Partei Usbekistans.
Die letzten Wahlen fanden am 21. Dezember 2014 mit Stichwahl Anfang Januar 2015 statt.
Andere als die vier schon bisher im Parlament vertretenen Systemparteien durften nicht antreten. Die Umweltbewegung Usbekistan besetzt gemäß Verfassung 15 Sitze, die im Rahmen eines Parteikongresses nominiert wurden.

Gesetzgebendes Unterhaus des Oliy Majlis, 2015:
Liberaldemokratische Partei Usbekistans: 52
Demokratische Partei der Nationalen Wiederbelebung Usbekistans: 36
Volksdemokratische Partei Usbekistans: 27
Sozialdemokratische Partei Adolat: 20
Umweltbewegung Usbekistan: 15